# تشوريانا دي لا فيغا
بلدية جُرُليانة أو تشوريانا دي لا فيغا (بالإسبانية: Churriana de la Vega) هي بلدية تقع في مقاطعة غرناطة التابعة لمنطقة أندلوسيا جنوب إسبانيا.

## الديموغرافيا
بلغ عدد سكان بلدية جُرُليانة دي لا فيغا 12.902 نسمة عام 2011 (وفقاً للمعهد الوطني الإسباني للإحصاء).
| 6.458 | 6.669 | 7.701 | 8.679 | 10.228 | 12.001 | 12.902 |

## أعلام
- فرنسيسكو خوسيه مارتينيز